# Bertrando I di Forcalquier
Bertrando I di Forcalquier o d'Urgell (... – 1151) fu Conte di Forcalquier dal 1149 alla sua morte.

## Origine
Era il figlio secondogenito del Conte di Forcalquier, Guglielmo III e di Garsenda d'Albon, figlia del conte d'Albon, Ghigo III e della moglie, Matilda (o Regina), nobile inglese di cui non si conoscono gli ascendenti, ma che secondo alcuni era figlia di Edgardo Atheling.
Guglielmo III di Forcalquier, come ci conferma la Historia de los condes de Urgel, Tomo I, era il figlio primogenito ed unico maschio del conte di Urgell, Ermenegol IV di Gerb e della Contessa di Forcalquier, Adelaide (? - 1129), l'unica figlia del conte di Forcalquier, Guglielmo Bertrando II e della sua seconda moglie, Adelaide di Cavenez (citata assieme alla figlia nel Gallia Christiana Novissima, Tome I, Aix, Instrumenta, Sisteron), sorella di Guido Conte di Cavenez.

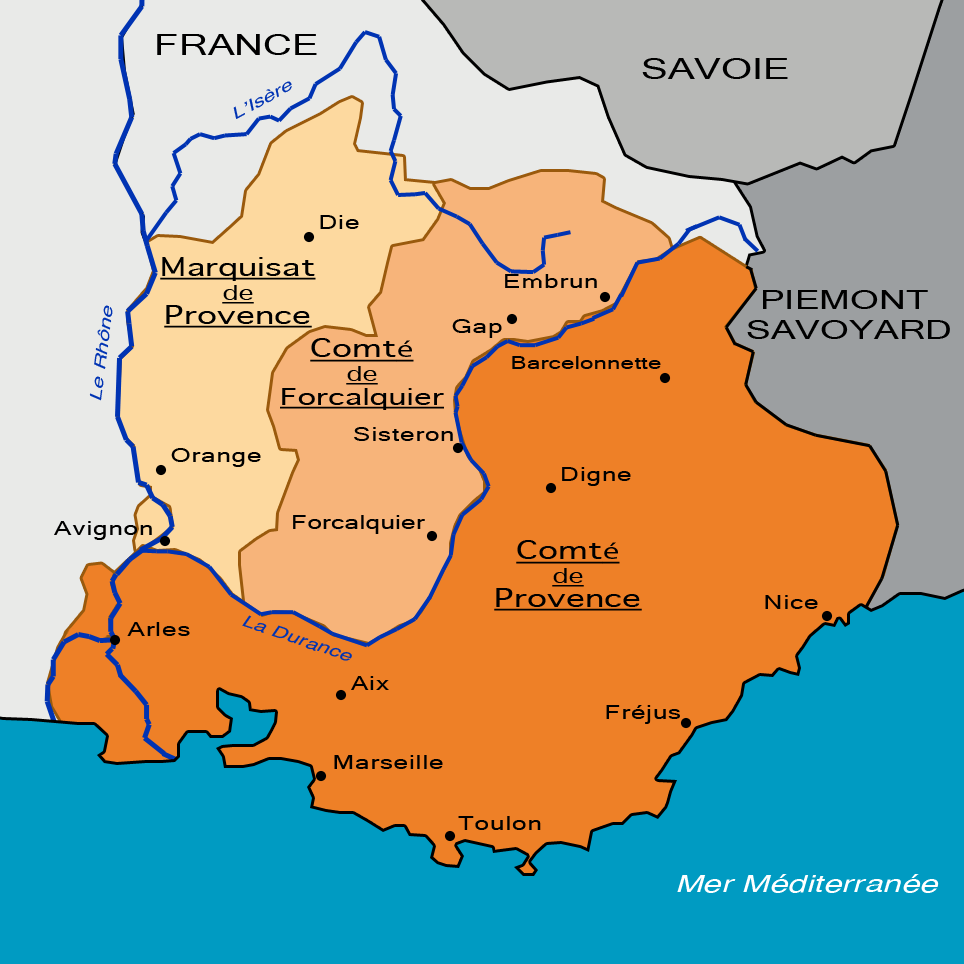
Divisione della Provenza tra contea e marchesato di Provenza e contea di Forcalquier, nel 1125.

## Biografia
Di Bertrando si hanno poche notizie. Sua nonna, Adelaide, Contessa di Forcalquier, era morta, nel 1129, lasciando, come da disposizioni testamentarie del nonno, Ermenegol IV di Gerb (in un testamento scritto nel 1090, due anni prima di morire, aveva disposto che la contea di Forcalquier, alla morte di Adelaide sarebbe andata a Guglielmo III), il titolo di conte di Forcalquier a suo padre, Guglielmo III, che gli sopravvisse solo alcuni mesi e morì ad Avignone, in quello stesso anno, lasciando il titolo a suo fratello, Ghigo, che era il primogenito.
Bertrando succedette a Ghigo, nel 1149, in quanto quest'ultimo era morto senza eredi.
Bertrando governò la contea per circa due anni, morì all'inizio del 1151, in quanto il 20 maggio di quell'anno, secondo il Gallia Christiana Novissima, Arles risultava già morto. Secondo l'Obituaire du chapitre de Saint-Mary de Forcalquier, Bertrando morì il 13 maggio, ma non precisa l'anno.
. Gli succedette il figlio primogenito, Bertrando.

## Matrimonio e discendenti
Bertrando I aveva sposato Josserande di Flotte, figlia di Arnoldo di Flotte e della moglie, Adelaide di Comps. Bertrando da Josserande ebbe tre figli:
- Bertrando ( - 13 maggio 1207), Conte di Forcalquier
- Guglielmo ( - 7 ottobre 1209), Conte di Forcalquier
- Alice ( - dopo il 19 giugno 1219), Contessa di Forcalquier.

### Fonti primarie
- (LA)  Gallia Christiana Novissima, Tome I, Aix, Instrumenta, Sisteronue.
- (LA)  Obituaire du chapitre de Saint-Mary de Forcalquier.

### Letteratura storiografica
- Louis Halphen, La Francia nell'XI secolo, in «Storia del mondo medievale», vol. II, 1999, pp. 770–806
- Louis Halphen, Il regno di Borgogna, in «Storia del mondo medievale», vol. II, 1999, pp. 807–821
- Paul Fournier, Il regno di Borgogna o d'Arles dall'XI al XV secolo, in «Storia del mondo medievale», vol. VII, 1999, pp. 383–410
- (FR)  Histoire Générale de Languedoc avec des Notes, Tome IV.
- (FR)  Gallia Christiana Novissima, Tome I, Province d'Aix.
- (ES)  Historia de los condes de Urgel, Tomo I.
- (FR)  Histoire générale des Alpes Maritimes ou Cottiènes par Marcellin Fornier, Continuation, Tome I.